# Josefiina Kilpinen
Josefiina Kilpinen (* 20. Oktober 1982 in Jyväskylä) ist eine ehemalige finnische Freestyle-Skierin. Sie war auf die Disziplin Skicross spezialisiert.

## Biografie
Ihr Debüt im Freestyle-Weltcup hatte Kilpinen am 30. November 2002 in Tignes. Beim ersten Skicross-Weltcuprennen der Geschichte fuhr sie auf den 9. Platz. Die erste Podestplatzierung folgte am 18. Januar 2004, als sie in Laax Zweite wurde. In derselben Saison folgten zwei weitere zweite Plätze, mit insgesamt sieben Top-10-Platzierungen klassierte sie sich in der Disziplinenwertung als Vierte. Ein 4. Platz war in der Weltcupsaison 2004/05 Kilpinens bestes Ergebnis. Bei der Winter-Universiade 2005 in Innsbruck gewann sie hinter Karin Huttary die Silbermedaille, bei der Weltmeisterschaft 2005 in Ruka fuhr sie auf Platz 9. Im Februar 2006 gelang ihr letztmals eine Weltcup-Podestplatzierung, einen Monat später beendete sie ihre Sportkarriere.

## Erfolge

### Weltmeisterschaften
- Ruka 2005: 9. Skicross

### Weltcup
- Saison 2003/04: 4. Skicross-Weltcup
- Saison 2004/05: 6. Skicross-Weltcup
- Saison 2005/06: 5. Skicross-Weltcup
- 15 Platzierungen unter den besten zehn, davon 4 Podestplätze

### Weitere Erfolge
- Winter-Universiade 2005: 2. Skicross
- 4 Siege im Europacup